# Bakla (moneta)
Bakla – złota moneta nepalska z drugiej połowy XVIII wieku, o masie 11,664 grama.